# Močenok
Močenok és un poble i municipi d'Eslovàquia que es troba a la regió de Nitra, al sud-oest del país. El 2022 tenia una població estimada de 4.342 habitants.

## Demografia
| Godina             | 1994 | 2004   | 2014   | 2024   |
| ------------------ | ---- | ------ | ------ | ------ |
| Nombre de persones | 4246 | 4319   | 4288   | 4306   |
| Diferència         |      | +1,71% | −0,71% | +0,41% |

| Godina             | 2023 | 2024   |
| ------------------ | ---- | ------ |
| Nombre de persones | 4316 | 4306   |
| Diferència         |      | −0,23% |